# وحيد القرن البورنيوي
وحيد القرن البورنيوي (الاسم العلمي: Dicerorhinus sumatrensis harrissoni)، ويُعرف أيضًا باسم وحيد قرن سومطرة الشرقية، أو وحيد القرن الشرقي المشعر، هو أحد ثلاثة نويعات من وحيد القرن السومطري، وهو نويع قد يكون منقرض وظيفياً، ولا يوجد منه سوى فرد واحد فقط هو أنثى تُدعى باهو، وتعيش حبيسة في ولاية صباح الماليزية، إذ أعلنت الحكومة الماليزية في أبريل 2015 أن وحيد القرن البورنيوي انقرض في الجزء الماليزي من بورنيو، عُثر بعد ذلك في مارس 2016 على أنثى شابة من وحيد القرن البورني في شرق مقاطعة كليمنتان في الجزء الإندونيسي من جزيرة بورنيو مما يدل على أن وحيد القرن البوريني لم ينقرض بعد.
يصنف الاتحاد الدولي لحفظ الطبيعة النويعة باعتبارها مهددة بالانقراض بشكل كبير.

## الوصف

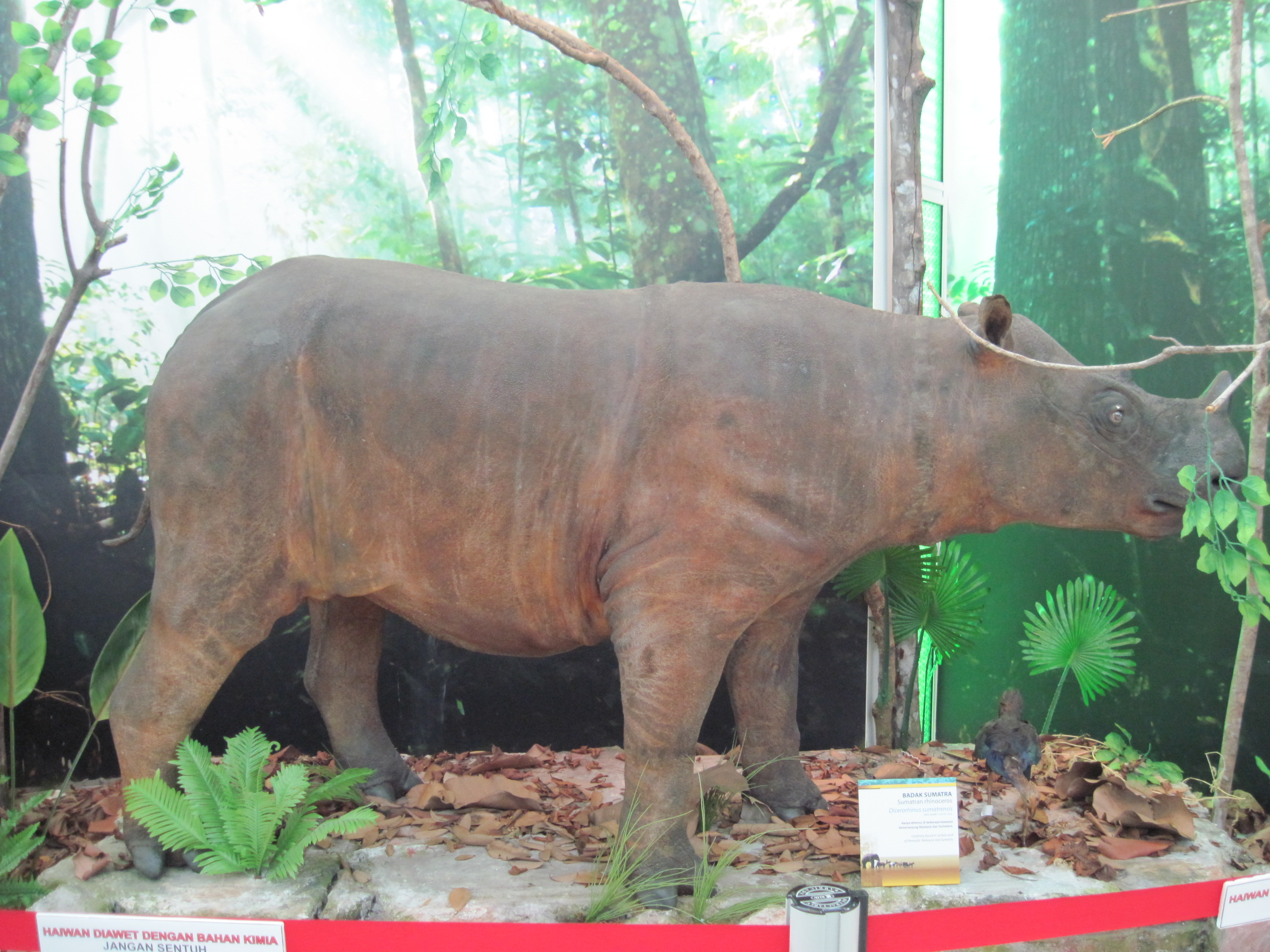
وحيد قرن بورنيوي محفوظ في إحدى المحميات

يعتبر وحيد القرن البورنيوي أصغر حجمًا بشكل ملحوظ من النويعين الآخرين، مما يجعله أصغر نويعات وحيد القرن الموجودة. حيث يتراوح وزن الفرد البالغ ما بين 600-950 كيلوغرام، وراوح ارتفاعه ما بين 1-1.5 متر، وراوح طول جسمه ما بين 2-3 أمتار. يمتلك وحيد القرن البورنيوي جلداً أغمق في اللون من وحيد القرن السومطري، وفراء أكثر كثافة، لكنه يصبح أكثر قتامةً وأكثر تناثرًا كلما ازداد نضج الحيوان.
يمتلك وحيد القرن البورنيوي رأساً أصغر في الحجم نسبيًا أيضًا من نويعي وحيد القرن السومطري الآخرين، وله آذان مهدبة وتجاعيد حول عينيه، كما أنه يشبه وحيد القرن الأسود في أن لديه شفة ما قبل الإمساك بشئ، ويعتبر الاختلاف بين وحيد القرن البورنيوي ووحيد القرن السومطري وراثيًا في الأساس.

## الموئل والتوزيع
كان وحيد القرن البورنيوي منتشراً في جميع أنحاء جزيرة بورنيو قبل أن ينخفض مداها بشدة، وكانت جميع المجموعات البرية المعروفة في السابق تعيش في ولاية صباح الواقعة في الجزء الماليزي من جزيرة بورنيو، ومعظمها في محمية تابين للحياة البرية، ولكن يعتقد الآن أن هذه المجموعات من وحيد القرن البورنيوي قد انقرضت، ولكن أكدت عينة التقطت مؤخرًا وأدلة فيديو من مصائد الكاميرا استمرار وجود وحيد القرن البورنيوي في مقاطعة كليمنتان الشرقية، والتي يعتقد الآن أنها تضم جميع أفراد الحياة البرية بداخلها، بينما لا تزال التقارير عن الحيوانات الباقية على قيد الحياة في مدينة سراوق الماليزية غير مؤكدة.
يعيش وحيد القرن البورنيوي مثل وحيد القرن السومطري في الغابات المطيرة الحارة والرطبة، والتي لا يُعتقد أنها ذات الموطن الأصلي الذي تطورت فيه هذه الحيوانات نظرًا لأنها كانت موجودة قبل نهاية العصر الجليدي.